# 23212 Arkajitdey
23212 Arkajitdey là một tiểu hành tinh vành đai chính với chu kỳ quỹ đạo là 1774.9168747 ngày (4.86 năm).
Nó được phát hiện ngày 24 tháng 10 năm 2000.